# Fieschertal
Fieschertal (walliserdeutsch [ˈfiəʃərˌtɑu]) ist eine Munizipalgemeinde und eine Burgergemeinde des Bezirks Goms im deutschsprachigen Teil des Schweizer Kantons Wallis.

## Geographie
Fieschertal liegt unterhalb des Fieschergletschers, am Ende des Tales und war bis in die 1960er Jahre von Fiesch aus nur zu Fuss erreichbar. Fieschertal ist mit 17'295 ha flächenmässig eine der grössten Gemeinden der Schweiz, wobei 15'966 ha im Weltnaturerbegebiet liegen. Das Gemeindegebiet reicht im Norden bis zum Jungfraujoch, die Endstation der Jungfraubahn (Bahnhof Jungfraujoch) liegt auf Gemeindegebiet.
Eine spektakuläre Hängebrücke für Fussgänger verbindet seit 2016 Fieschertal mit der Nachbargemeinde Bellwald im Osten. Die Aspi-Titter-Hängebrücke ist 160 Meter lang und überquert die Schlucht des Weisswassers auf 120 Metern Höhe.
In Fieschertal sind jenische Familien eingebürgert, die jedoch ausserhalb der Gemeinde wohnen oder auf Reise leben.

## Bevölkerung
| Bevölkerungsentwicklung | Bevölkerungsentwicklung | Bevölkerungsentwicklung | Bevölkerungsentwicklung | Bevölkerungsentwicklung | Bevölkerungsentwicklung |
| ----------------------- | ----------------------- | ----------------------- | ----------------------- | ----------------------- | ----------------------- |
| Jahr                    | 1850                    | 1900                    | 1950                    | 2000                    | 2016                    |
| Einwohner               | 138                     | 181                     | 254                     | 255                     | 321                     |